# Liechtenstein op de Olympische Winterspelen 1976
Tijdens de Olympische Winterspelen van 1976, die in Innsbruck (Oostenrijk) werden gehouden, nam Liechtenstein voor de achtste keer deel.

## Medailleoverzicht
| Sport       | Olympiër       | Discipline | Medaille |
| ----------- | -------------- | ---------- | -------- |
| Alpineskiën | Willi Frommelt | slalom (m) | Brons    |
| Alpineskiën | Hanni Wenzel   | slalom (v) | Brons    |

## Deelnemers en resultaten

### Alpineskiën
| Olympiër       | Discipline       | Resultaat | Prestatie                       |
| -------------- | ---------------- | --------- | ------------------------------- |
| Paul Frommelt  | reuzenslalom (m) | dnf-2     | opgave run 2                    |
| Willi Frommelt | afdaling (m)     | 21e       | 1.48,92 (+3,19)                 |
| Willi Frommelt | reuzenslalom (m) | 17e       | 3.35,71 (+8,74) 1.48,44+1.47,27 |
| Willi Frommelt | slalom (m)       | Brons     | 2.04,28 (+0,99) 59,98+1.04,30   |
| Andreas Wenzel | afdaling (m)     | 28e       | 1.50,08 (+4,35)                 |
| Andreas Wenzel | reuzenslalom (m) | 20e       | 3.36,25 (+9,28) 1.48,53+1.47,72 |
| Andreas Wenzel | slalom (m)       | 10e       | 2.08,73 (+5,44) 1.02,51+1.06,22 |
|                |                  |           |                                 |
| Ursula Konzett | afdaling (v)     | 24e       | 1.51,53 (+5,37)                 |
| Ursula Konzett | reuzenslalom (v) | 18e       | 1.31,59 (+2,46)                 |
| Ursula Konzett | slalom (v)       | 11e       | 1.36,35 (+5,81) 48,82+47,53     |
| Hanni Wenzel   | afdaling (v)     | 11e       | 1.49,17 (+3,01)                 |
| Hanni Wenzel   | reuzenslalom (v) | 20e       | 1.31,83 (+2,70)                 |
| Hanni Wenzel   | slalom (v)       | Brons     | 1.32,20 (+1,66) 47,75+44,45     |

### Langlaufen
| Olympiër         | Discipline | Resultaat | Prestatie           |
| ---------------- | ---------- | --------- | ------------------- |
| Claudia Sprenger | 5 km (v)   | 40e       | 19.51,66 (+4.02,97) |
| Claudia Sprenger | 10 km (v)  | 38e       | 34.57,03 (+4.43,62) |

### Rodelen
| Olympiër                   | Discipline | Resultaat | Prestatie                                              |
| -------------------------- | ---------- | --------- | ------------------------------------------------------ |
| Max Beck                   | mannen     | 32e       | 3.44,782 (+17,094) (56,748 / 55,388 / 55,614 / 57,032) |
| Wolfgang Schädler          | mannen     | dnf-4     | opgave                                                 |
| Rainer Gassner             | mannen     | dnf-1     | opgave                                                 |
| Max Beck Wolfgang Schädler | dubbel     | 19e       | 1.30,789 (+5,185) (45,517 / 45,272)                    |

Andorra · Argentinië · Australië · België · Bondsrepubliek Duitsland · Bulgarije · Canada · Chili · Duitse Democratische Republiek · Finland · Frankrijk · Griekenland · Groot-Brittannië · Hongarije · IJsland · Iran · Italië · Japan · Joegoslavië · Libanon · Liechtenstein · Nederland · Nieuw-Zeeland · Noorwegen · Oostenrijk · Polen · Roemenië · San Marino · Sovjet-Unie · Spanje · Taiwan · Tsjecho-Slowakije · Turkije · Verenigde Staten · Zuid-Korea · Zweden · Zwitserland